# Gabi Ashkenazi
Gabriel ”Gabi” Ashkenazi, född 25 februari 1954 i Hagor, Israel, är en israelisk politiker och tidigare militärledare. Han tjänstgör som utrikesminister sedan 2020. Han var överbefälhavare för Israels försvarsmakt från 2007 till 2011. Han var den fjärde Mizrahi-juden som blev stabschef för IDF.

## Biografi
Ashkenazi föddes i en judisk familj från Sephardic - Mizrahi och växte upp i Hagor, en kibutz eller kooperativ jordbruksenhet i Sharon-regionen i centrala Israel, där hans föräldrar var med bland grundarna. Hans far, Yosef Ashkenazi, var överlevande från Förintelsen och hade invandrat till Israel från Bulgarien, medan hans mor, Freda Ashkenazi (f. Jamal), hade invandrat från Syrien. Ashkenazi genomgick gymnasiet på en militär internatskola ansluten till den prestigefyllda Gymnasia Herzliya i Tel Aviv. Bland hans rumskamrater fanns Yigal Schwartz, en betydande person inom israelisk litteratur, och Yoav Kutner, en hyllad musikredaktör och journalist.
Ashkenazi studerade sedan vid Tel Aviv Junior Command Preparatory School och US Marine Corps Universitys Command and Staff College. Han tog en kandidatexamen i statsvetenskap vid University of Haifa och deltog 2004 i det sex á sju veckors avancerade managementprogrammet vid Harvard Business School.
Han bor i Kfar Saba med sin fru Ronit och deras två barn, Gali och Itai. Itai spelade quarterback i den israeliska fotbollsligan. Hans bror Tat Aluf Avi Ashkenazi utsågs till chef för National Center for Training on Land (מל"י) 2009.

## Militär karriär

### Golanibrigaden (1972-1988)
Ashkenazi skrevs in till Israels försvarsmakt (IDF) 1972 och tjänstgjorde i Golanibrigaden. Hans första uppdrag blev på Sinaihalvön under Yom Kippur-kriget 1973. I juli 1976 var Ashkenazi en truppbefälhavare i styrkan som genomförde Operation Entebbe, ett uppdrag för att rädda gisslan i Uganda, men han deltog inte i striden vid flygplatsen i Entebbe. Ashkenazis första av många insatser i Libanon kom 1978 under Operation Litani. Han sårades i striderna och lämnade IDF men ombads att återvända som en bataljonschef två år senare. Under Libanonkriget 1982 tjänstgjorde Ashkenazi som ställföreträdande befälhavare för Golanibrigaden och hade befäl över de styrkor som erövrade Beaufort Castle och städerna Nabatieh och Jabel Baruch.  Han befordrades till befälhavare för Golanibrigaden 1987 och var enligt uppgift populär bland sina soldater under sin nästan tvååriga tjänstgöringsperiod där.

### Norra kommandot (1988-2002)
År 1988 utnämndes Ashkenazi till chef för underrättelsetjänsten för israeliska Norra kommandot. Han hade befäl över en reservpansaravdelning i början av 1990-talet och arbetade senare som chef för Israels civila administration i Libanon, och 1994 befordrades han till chef för generaldirektoratets operationsdirektorat. År 1998 utnämndes Ashkenazi till chef för det israeliska Norra kommandot, en position som skulle göra honom ansvarig för Israels tillbakadragande från sin säkerhetszon i södra Libanon, vilket avslutade Israels 18-åriga närvaro i landet. Ashkenazi kritiserade dock tillbakadragandet och ansåg att det borde ha åtföljts av förhandlingar med Syrien.

### Biträdande chef för generalstaben (2002-2005)

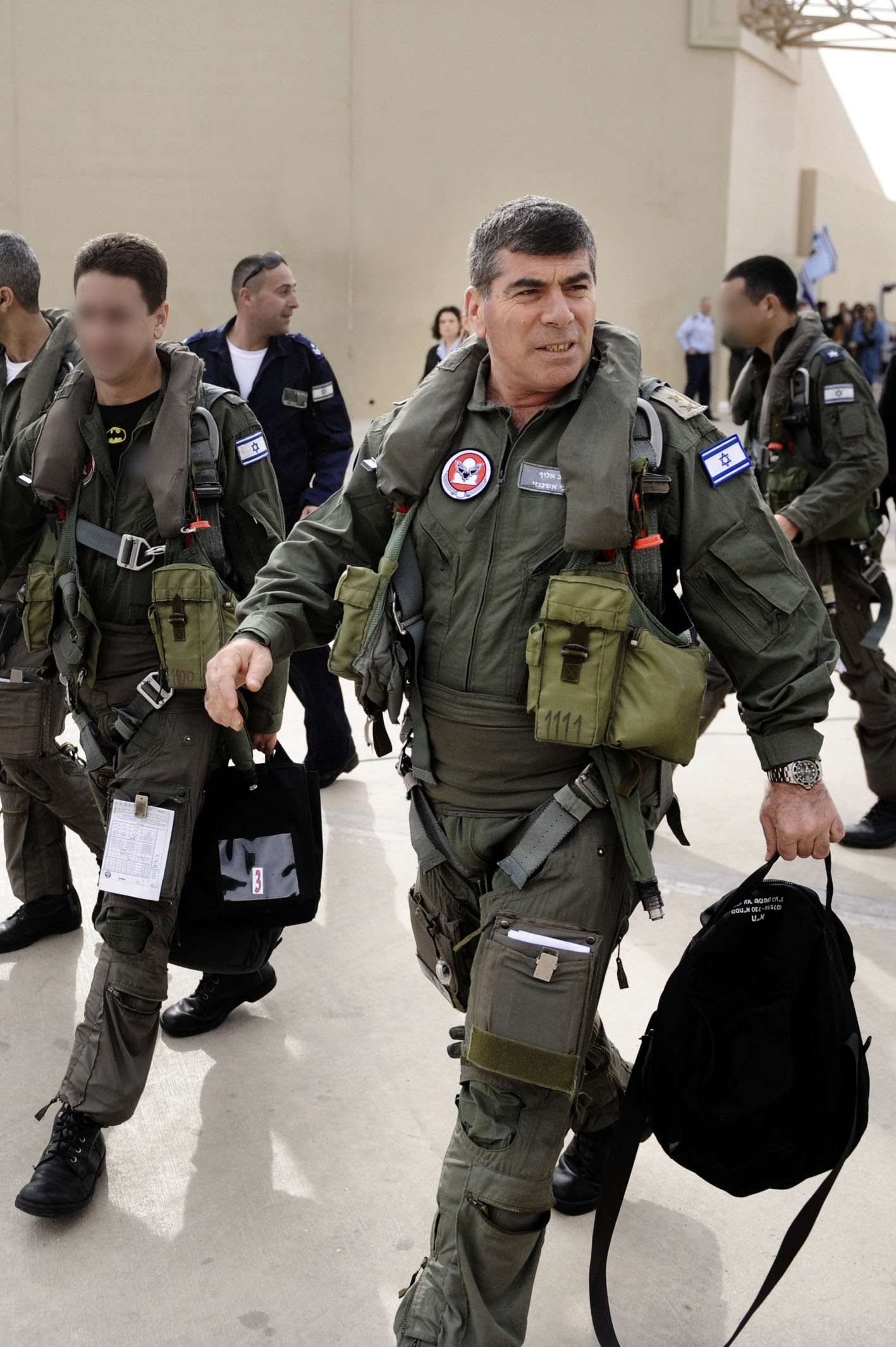
Generalstabschefen, generallöjtnant Gabi Ashkenazi, besöker flygvapnet som en del av sitt sista möte med alla enheter och vapenslag i IDF.

Ashkenazi utsågs till ställföreträdande stabschef 2002 och ansågs vara den mest moderate medlemmen av den israeliska generalstaben under Al-Aqsa-intifadan, enligt den israeliska tidningen Haaretz. När Israel började bygga en barriär på Västbanken för att fysiskt separera israeliska och palestinska samhällen i syfte att förhindra terroristattacker inom Israel, fick Ashkenazi ansvaret för projektet. Han förespråkade att bygga barriären så nära den gröna linjen som möjligt, en position som skulle minimera effekterna av barriären på palestinierna. Generalen "invände också mot aggressiva handlingar mot palestinierna" under Intifadan och framförde en gång sin "stora oro" för IDF som "förlust av mänskoliv [av israeliska soldater] på grund av den pågående krigföringen."
I början av 2005 blev Ashkenazi förordad till att ersätta den avgående generalstabschefen Moshe Ya'alon. I slutändan beslutade försvarsminister Shaul Mofaz att välja Israels flygvapenchef Dan Halutz som Yalons efterträdare i februari 2005. Enligt Haaretz sågs "Halutz ha en fördel framför Ashkenazi" med tanke på hans personliga band med Israels premiärminister Ariel Sharon. Som ett resultat av beslutet lämnade Ashkenazi officiellt IDF i maj 2005, med uttalad "stor smärta och besvikelse." Han gick sedan in som partner i ett säkerhetskonsultföretag med säte i Tel Aviv.

### Försvarsministeriets generaldirektör (2006)
Ett år senare återförde försvarsminister Amir Peretz Ashkenazi till militären som försvarsministeriets generaldirektör. I denna position blev Ashkenazi den relativt oerfarna ministerns "högra hand" under konflikten mellan Israel och Libanon 2006 och visade sig enligt Ynetnews vara "mycket skickligare" än sin chef.

### Generalstabschef (2007-2011)

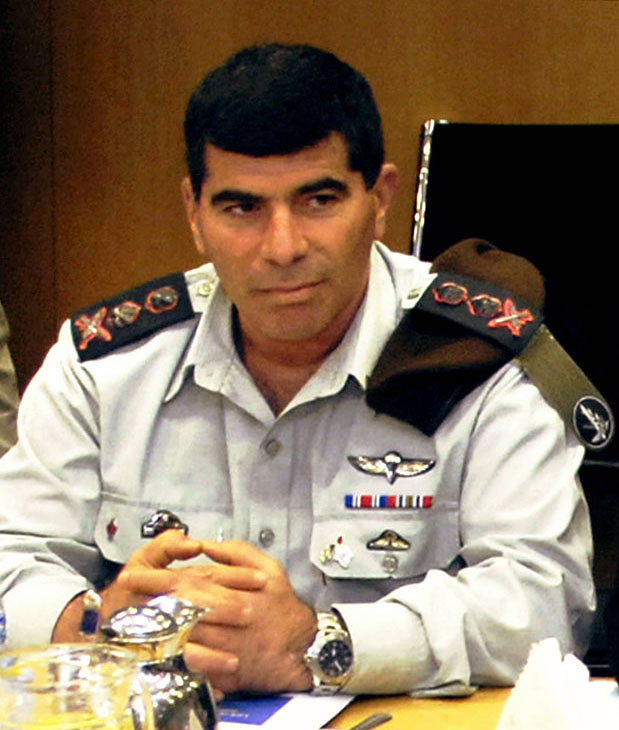
Gabi Ashkenazi som generalstabschef, 2007.

Ashkenazi blev chef för generalstaben för Israels försvarsmakt den 14 februari 2007. Som Rav Aluf var han tvungen att ta itu med händelserna under andra Libanon-kriget och dra slutsatser för förbättringar. Under hans befäl genomgick IDF en process för att åtgärda sina fel och svagheter som manifesterades i andra Libanon-kriget. Ashkenazi betonade flera intensiva militära utbildningar och militära övningar, allt från att repetera bortglömda grundläggande färdigheter, till stora multiförbandsövningar (som ibland inkluderade hela brigader).
I december 2007 sammanträffade Ashkenazi med amiral Michael Mullen, ordförande för USA:s samlade stabschefer, vilket var första gången på tio år som en israelisk stabschef träffade sin amerikanska motsvarighet. Under hans besök i USA i juli 2008 gav Mullen Ashkenazi Legion of Merit militärdekoration med befälhavarens rang.
I slutet av februari 2008 hade Ashkenazi befälet över Operation Hot Winter under vilken IDF bekämpade terroristorganisationer i Gazaremsan i två dygn. Striderna slutade i ett avtal om vapenvila mellan Israel och Hamas. I slutet av 2008 och i början av 2009 ansvarde Ashkenazi också för Operation Cast Lead under vilken IDF kämpade mot Hamas och andra palestinska styrkor i Gaza.
I februari 2011 pensionerade Ashkenazi sig från armén och efterträddes av Benny Gantz. Enligt uppgifter motsatte han sig en israeliskt militär angrepp mot Iran 2010.  Israeliska kanal 10 rapporterade att han och andra säkerhetschefer vid ett avgörande möte där premiärminister Benjamin Netanyahu försökte övertala sitt kabinett och militära ledning att vidta militära åtgärder, men Ashkenazi och andra säkerhetschefer motsatte sig bestämt detta drag. Som ett resultat fick Netanyahu inte stöd från sitt kabinett för att beordra angreppet.
I april 2013 gav Ashkenazi sin första intervju framför kamera utanför Israel och uppmanade västvärlden att ge "dödlig hjälp" till oppositionsstyrkorna i det syriska inbördeskriget efter det att det rapporterades att president Bashar al-Assads regim har använt kemiska vapen. Han beklagade att man inte vidtagit mer åtgärder tidigare eftersom det kanske skulle ha räddat liv i det långa loppet av ett inbördeskrig som dittills har kostat över 70 000 liv och genererat över en miljon flyktingar.

## Politisk karriär

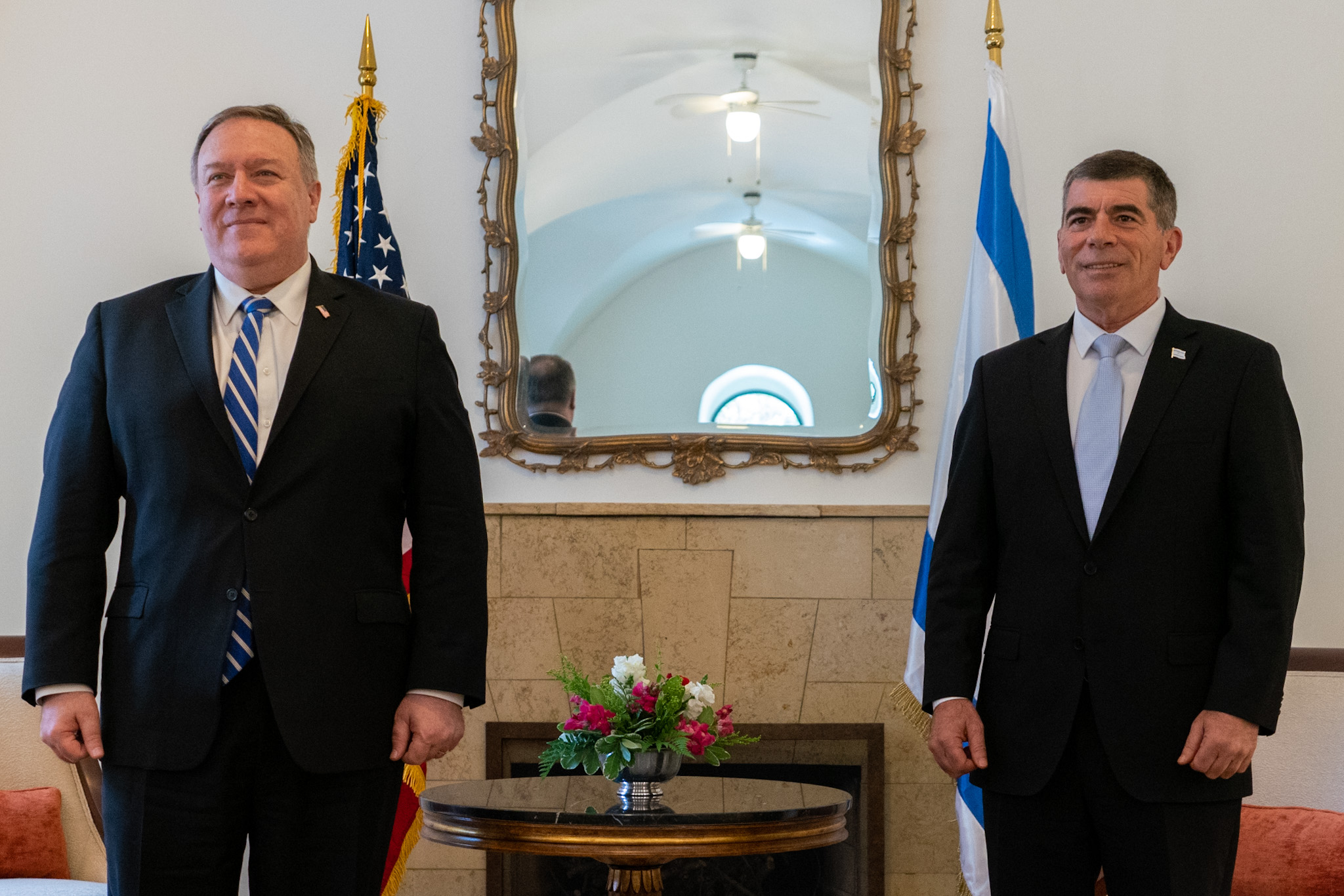
Ashkenazi (höger) med USA:s premiärminister Mike Pompeo in 2020

I februari 2019 tillkännagav Israel Resilience Party, Telem och Yesh Atid-partiet att Ashkenazi skulle ingå på deras gemensamma lista för Knesset-valet 2019 med namnet Blå och vit. Ashkenazi är nummer fyra på den nya kandidatlistan, som ännu en representant för Israel Resilience Party. År 2020 utsågs Ashkenazi till utrikesminister som en del av Israels trettiofemte regering. Han avlade officiellt sin mandated den 17 maj 2020.